# Tufești
Tufești è un comune della Romania di 5 774 abitanti, ubicato nel distretto di Brăila, nella regione storica della Muntenia. Il centro abitato è attraversato a nord dal 45º parallelo, la linea equidistante fra il Polo nord e l'Equatore.